# Mitglieder der Württembergischen Landstände 1862 bis 1868
Diese Liste umfasst die Mitglieder der Württembergischen Landstände des Königreichs Württemberg in der Wahlperiode von 1862 bis 1868.
Während dieser Wahlperiode tagte der 21. ordentliche Landtag vom 3. Mai 1862 bis zum 18. August 1865, der 22. außerordentliche Landtag vom 23. Mai bis zum 8. Juni 1866 und der 23. ordentliche Landtag vom 25. September 1866 bis zum 20. Februar 1868.

## Das Präsidium der Ersten Kammer (Kammer der Standesherren)
Präsident: Graf Albert von Rechberg zu Rothenlöwen und Hohenrechberg 

Vizepräsident: Fürst Friedrich von Waldburg zu Wolfegg und Waldsee
Im Juni und August 1865 führte Herzog Friedrich von Württemberg mehrmals den Vorsitz, weil sowohl der Präsident als auch der Vizepräsident wegen Krankheit abwesend waren.

## Die Mitglieder der Ersten Kammer

### Prinzen des Hauses Württemberg
- Kronprinz Karl von Württemberg bis zum 25. Juni 1864, als er den württembergischen Königsthron bestieg
- Königlicher Prinz Friedrich von Württemberg
- Königlicher Prinz August von Württemberg war in dieser Wahlperiode nie persönlich anwesend
- Herzog Alexander Konstantin von Württemberg
- Herzog Eugen III. Alexander Erdmann von Württemberg
- Herzog Wilhelm von Württemberg war in dieser Wahlperiode nie persönlich anwesend
- Herzog Maximilian von Württemberg war 1864 persönlich anwesend
- Herzog Friedrich Alexander von Württemberg war nie persönlich anwesend und ließ sich vertreten
- Herzog Philipp von Württemberg war nie persönlich anwesend und ließ sich vertreten
- Herzog Ernst Alexander von Württemberg († 1868)

### Standesherren (Fürsten)
- Fürst Karl Egon III. zu Fürstenberg war in dieser Wahlperiode nie persönlich anwesend und ließ sich vertreten
- Fürst Hermann zu Hohenlohe-Langenburg
- Fürst Friedrich zu Hohenlohe-Waldenburg-Schillingsfürst trat 1863 erstmals persönlich in die Kammer ein, ließ sich aber seit 1865 vertreten durch seinen Sohn Nikolaus Fürst zu Hohenlohe-Waldenburg-Schillingsfürst
- Fürst Hugo zu Hohenlohe-Öhringen war 1864 persönlich anwesend
- Fürst Karl zu Hohenlohe-Bartenstein wurde seit 1866 zeitlebens wegen mangelnder Befähigung von seinem Bruder und Vormund, dem Fürsten Albert zu Hohenlohe-Bartenstein-Jagstberg, vertreten.
- Fürst Albert zu Hohenlohe-Bartenstein-Jagstberg trat 1866 persönlich in die Kammer ein
- Fürst Karl Friedrich Kraft zu Oettingen-Wallerstein bis 1865 vertreten durch seinen Onkel Karl Anselm Kraft zu Oettingen-Wallerstein
- Fürst Maximilian Karl von Thurn und Taxis war nie persönlich anwesend
- Fürst Karl zu Löwenstein-Wertheim-Rosenberg
- Fürst Otto zu Oettingen-Spielberg[2]
- Karl Fürst von Waldburg zu Zeil und Wurzach verzichte 1865 auf seine standesherrlichen Rechte. In diesen folgte ihm sein Bruder Eberhard II. von Waldburg zu Zeil und Wurzach
- Fürst Konstantin von Waldburg zu Zeil und Trauchburg († 1862), gefolgt von seinem Sohn und Stellvertreter Wilhelm von Waldburg zu Zeil und Trauchburg
- Fürst Friedrich von Waldburg zu Wolfegg und Waldsee ließ sich seit 1864 vertreten durch seinen Sohn Franz von Waldburg zu Wolfegg und Waldsee
- Fürst Alfred zu Windischgrätz trat 1865 in die Kammer ein
- Fürst Ferdinand zu Solms-Braunfels
- Fürst Wilhelm zu Löwenstein-Wertheim-Freudenberg

### Standesherren (Grafen)
- Graf Gustav von Königsegg-Aulendorf
- Graf Hugo Waldbott von Bassenheim war nie persönlich anwesend. Seit 1861 ruhte die Stimme offiziell und erlosch 1875
- Graf Otto Wilhelm von Quadt zu Wykradt und Isny
- Graf Julius von Schaesberg-Thannheim

### Standesherrliche Gemeinschaften
- Graf Kurt von Pückler-Limpurg
- Graf Richard zu Waldeck-Pyrmont

### Erblich ernannte Mitglieder
- Graf Albert von Rechberg und Rothenlöwen zu Hohenrechberg , seit 1865 vertreten durch sein Sohn Otto, Graf von Rechberg und Rothenlöwen zu Hohenrechberg
- Graf Alfred von Neipperg († 1865) gefolgt von seinem Bruder Erwin Franz von Neipperg

### Auf Lebenszeit ernannte Mitglieder
- Fidel Baur von Breitenfeld
- Josef von Beroldingen († 1868)
- Georg Heinrich von Bezzenberger († 1866)
- Ernst von Geßler
- Freiherr Joseph von Linden trat 1867 in die Kammer ein
- Freiherr Carl von Linden
- Freiherr Constantin von Neurath
- Andreas von Renner
- Karl Friedrich von Sigel
- Freiherr Karl von Waechter-Spittler legte 1867 sein Mandat nieder

## Das Präsidium der Zweiten Kammer  (Kammer der Abgeordneten)
21. Landtag vom 3. Mai 1862 bis zum 18. August 1865:  

Alterspräsident: Friedrich von Römer 

Präsident: Friedrich von Römer bis zum 24. November 1863, danach Franz von Weber 

Vizepräsident: Karl von Varnbüler  bis Ende 1864, danach Gustav Duvernoy
22. außerordentlicher Landtag vom 23. Mai bis zum 8. Juni 1866: 

Präsident: Franz von Weber 

Vizepräsident: Gustav Duvernoy
23. Landtag vom 25. September 1866 bis zum 20. Februar 1868: 

Präsident: Franz von Weber 

Vizepräsident: Gustav Duvernoy

## Die 23 bevorrechtigten Mitglieder der Zweiten Kammer

### Vertreter der Ritterschaft des Neckarkreises
- Freiherr Karl von Berlichingen[3] († 1864)
- Freiherr Wilhelm von Gemmingen-Guttenberg-Bonfeld
- Freiherr Wilhelm vom Holtz trat 1864 in die Kammer ein
- Freiherr Karl von Varnbüler

### Vertreter der Ritterschaft des Jagstkreises
- Freiherr Adolf von Crailsheim
- Freiherr Adolf Hofer von Lobenstein
- Reichsgraf Friedrich von Zeppelin-Aschhausen

### Vertreter der Ritterschaft des Schwarzwaldkreises
- Graf Cajetan von Bissingen-Nippenburg
- Freiherr Adolf von Gültlingen
- Freiherr Edmund von Ow

### Vertreter der Ritterschaft des Donaukreises
- Graf Götz von Degenfeld
- Freiherr Wilhelm König von Königshofen
- Freiherr Richard König von und zu Warthausen
- Moritz von Schad von Mittelbiberach

### Vertreter der evangelischen Landeskirche
- Generalsuperintendent von Heilbronn: Edmund von Sigel und seit 1867 Hermann Adolf von Stock
- Generalsuperintendent von Ludwigsburg: Dr. Albert von Binder
- Generalsuperintendent von Reutlingen: Dr. Christian Friedrich von Dettinger
- Generalsuperintendent von Hall: Gebhard von Mehring
- Generalsuperintendent von Tübingen: Christian Gottlob von Moser
- Generalsuperintendent von Ulm: Albert von Hauber

### Vertreter des Bistums Rottenburg
- Bischof von Rottenburg: Josef von Lipp ließ sein Mandat stets ruhen
- Domkapitular von Rottenburg: Ignaz von Longner
- Dienstältester katholischer Dekan: Thomas von Maier

### Kanzler der Universität Tübingen
- Theodor von Gessler (seit 1864)

## Die 70 gewählten Abgeordneten der Zweiten Kammer

### Die Abgeordneten der sieben „guten Städte“
| Stadt       | Name                                                       |
| ----------- | ---------------------------------------------------------- |
| Stuttgart   | Dr. August Ludwig Reyscher (legte sein Mandat 1863 nieder) |
| Stuttgart   | Dr. Gustav Zeller                                          |
| Tübingen    | Franz von Weber                                            |
| Ludwigsburg | Viktor Körner                                              |
| Ellwangen   | Leonhard Bayrhammer                                        |
| Ulm         | Karl Ludwig Schall                                         |
| Heilbronn   | Karl David Metz (legte sein Mandat 1863 nieder)            |
| Heilbronn   | Adolf Goppelt (legte sein Mandat 1865 nieder)              |
| Heilbronn   | Karl Reibel                                                |
| Reutlingen  | Wilhelm Gratwohl ( † 1867)                                 |
| Reutlingen  | Johann Heinrich Finckh                                     |

### Die Abgeordneten der Oberämter desNeckarkreises
| Oberamt           | Name                                             |
| ----------------- | ------------------------------------------------ |
| Backnang          | Ferdinand Nägele                                 |
| Besigheim         | Dr. Julius Hölder                                |
| Böblingen         | Sigmund Schott                                   |
| Brackenheim       | Georg von Schneider                              |
| Cannstatt         | Karl Mäulen                                      |
| Esslingen         | Karl Deffner                                     |
| Heilbronn (Amt)   | Christian Bernhard Nickel                        |
| Leonberg          | Franz Offerdinger                                |
| Ludwigsburg (Amt) | Christian Groß                                   |
| Marbach           | Christian Ludwig Schwaderer                      |
| Maulbronn         | Karl August Fetzer                               |
| Neckarsulm        | Ludwig von Schwandner                            |
| Stuttgart (Amt)   | Johann Jakob Breuning                            |
| Vaihingen         | Robert Friedrich Geyer (verlor sein Mandat 1863) |
| Vaihingen         | Franz Hopf                                       |
| Waiblingen        | Friedrich Viktor Steinbuch                       |
| Weinsberg         | Karl Friedrich Troll                             |

### Die Abgeordneten der Oberämter desJagstkreises
| Oberamt         | Name                                                    |
| --------------- | ------------------------------------------------------- |
| Aalen           | Dr. Moriz Mohl                                          |
| Crailsheim      | Dr. Theodor von Gessler (legte sein Mandat 1864 nieder) |
| Crailsheim      | Dr. Otto von Sarwey                                     |
| Ellwangen (Amt) | Ludwig Zimmerle                                         |
| Gaildorf        | Friedrich Kausler                                       |
| Gerabronn       | Gottlob Friedrich Egelhaaf                              |
| Gmünd           | Karl Lichtenstein († 1866)                              |
| Gmünd           | Karl Streich                                            |
| Hall            | August Oesterlen                                        |
| Heidenheim      | Dr. Friedrich Ammermüller                               |
| Künzelsau       | August Becher                                           |
| Mergentheim     | Freiherr Dr. Hermann von Mittnacht                      |
| Neresheim       | Joseph Laurentius Ruf                                   |
| Öhringen        | Friedrich Rödinger                                      |
| Schorndorf      | Dr. Gustav Duvernoy                                     |
| Welzheim        | Johann Georg Schlegel († 1863)                          |
| Welzheim        | Gottlob Tafel                                           |

### Die Abgeordneten der Oberämter desSchwarzwaldkreises
| Oberamt          | Name                                                                |
| ---------------- | ------------------------------------------------------------------- |
| Balingen         | Johann Martin Landenberger                                          |
| Calw             | Christian Friedrich Schuldt                                         |
| Freudenstadt     | Adolf Seeger († 1865)                                               |
| Freudenstadt     | Wilhelm Walther                                                     |
| Herrenberg       | Dr. Oskar von Waechter                                              |
| Horb             | Wilhelm Erath                                                       |
| Nagold           | Christoph Geigle                                                    |
| Neuenbürg        | Peter Paul Cavallo                                                  |
| Nürtingen        | Gottlob Eberhardt                                                   |
| Oberndorf        | Ivo Frueth                                                          |
| Reutlingen (Amt) | Hermann Amos                                                        |
| Rottenburg       | Karl Schnitzler (legte sein Mandat 1862 nieder)                     |
| Rottenburg       | Fidel Weipert (legte sein Mandat 1867 nieder)                       |
| Rottenburg       | Wendelin Neuer                                                      |
| Rottweil         | Anton Hirt                                                          |
| Spaichingen      | Joseph Anton Mathes                                                 |
| Sulz             | Otto von Sarwey (legte sein Mandat 1864 nach Wahlanfechtung nieder) |
| Sulz             | Friedrich Wilhelm Pfäfflin                                          |
| Tübingen (Amt)   | Dr. Albert Schäffle (legte sein Mandat 1865 nieder)                 |
| Tübingen (Amt)   | Karl Hermann von Hörner                                             |
| Tuttlingen       | Wilhelm Friedrich Dinkelacker                                       |
| Urach            | Konrad Müllerschön († 1868)                                         |

### Die Abgeordneten der Oberämter desDonaukreises
| Oberamt    | Name                                                |
| ---------- | --------------------------------------------------- |
| Biberach   | Rudolf Probst                                       |
| Blaubeuren | Dr. Ferdinand von Steinbeis                         |
| Ehingen    | Alois von Wiest                                     |
| Geislingen | Friedrich von Römer (legte sein Mandat 1863 nieder) |
| Geislingen | Dr. Robert Römer                                    |
| Göppingen  | Rudolf Beckh                                        |
| Kirchheim  | Johann Georg Heim                                   |
| Laupheim   | Karl von Hierlinger                                 |
| Leutkirch  | Albert von Schmidsfeld                              |
| Münsingen  | Heinrich von Idler                                  |
| Ravensburg | Konrad Lupberger                                    |
| Riedlingen | Dr. Martin Joseph Mack                              |
| Saulgau    | Adolf Walter                                        |
| Tettnang   | Johann Georg Debler († 1862)                        |
| Tettnang   | Alois Wilhelm Maier                                 |
| Ulm (Amt)  | Dr. Ludwig Seeger († 1864)                          |
| Ulm (Amt)  | Johann Philipp Gustav Wolbach                       |
| Waldsee    | Dr. Karl August Golther                             |
| Wangen     | Xaver Dentler                                       |